# Bélgica en el Festival de la Canción de Eurovisión 2010
Bélgica participó en la 55.ª edición del Festival de Eurovisión, a pesar de haber conseguido solamente un penúltimo puesto en la primera semifinal del Festival de la Canción de Eurovisión 2009, con Patrick Ouchène. Este año, el ente flamenco VRT será quien organice la preselección y la participación del país en el festival.
Bélgica quedó en sexto lugar en la gran final con 143 puntos.